# Sûre (affluent de la Moselle)
Pour les articles homonymes, voir Sûre.
Ne doit pas être confondu avec Sauer (rivière).
La Sûre (Sauer en luxembourgeois et en allemand) est une rivière belgo-germano-luxembourgeoise et un affluent en rive gauche de la Moselle. Elle fait donc partie du bassin versant du Rhin.
La rivière tire son nom de l'acidité de son eau.[réf. nécessaire]

## Parcours

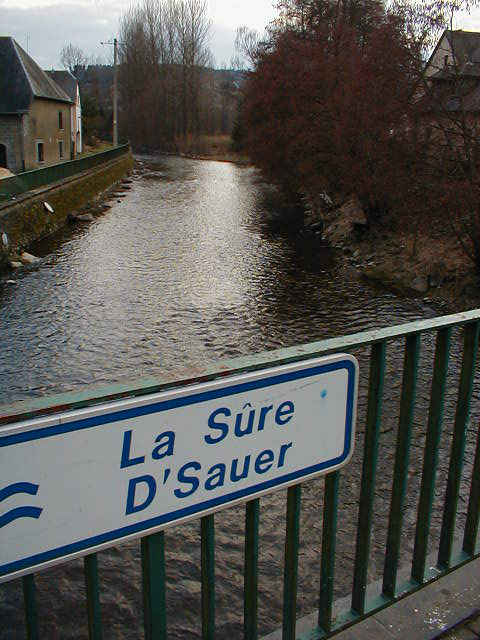
Martelange : un panneau bilingue français-luxembourgeois.

Son cours est de 206 km et son bassin versant couvre 4 240 km2. Ses affluents principaux sont la Wiltz, l'Alzette, l'Ernz Blanche, l'Ernz Noire, l'Our et la Prüm.

### Belgique
Elle prend sa source dans l'Ardenne belge à l'ouest de Vaux-lez-Rosières et à 300 mètres à l'est de la ferme de Planchipont, en Forêt de Freyr, en province de Luxembourg à 510 mètres d'altitude. La source se trouve à la limite des communes de Libramont-Chevigny et de Vaux-sur-Sûre.
En se dirigeant vers le sud-est en Belgique, elle arrose les villages de Vaux-lez-Rosières, Sûre, Bodange, Wisembach, Radelange et Martelange en pays d'Arlon, où elle rejoint la frontière belgo-luxembourgeoise. Ici, à partir de la borne frontalière no 167, elle délimite la frontière entre la Belgique et le Grand-Duché de Luxembourg et se dirige vers le nord. En longeant le village de Grumelange (rive gauche) en Belgique, elle continue sa course par les fermes séculaires d'Œil et du moulin d'Œil et par le vieux village belge abandonné (1781) de Romeldange (tous trois sur la rive gauche), pour ensuite quitter la frontière (à la borne no 176) un peu en amont de Bigonville, où elle s'oriente à nouveau vers l'est pour se diriger vers le Misärsbréck où son cours est freiné par un pré-barrage du lac de la Haute-Sûre.

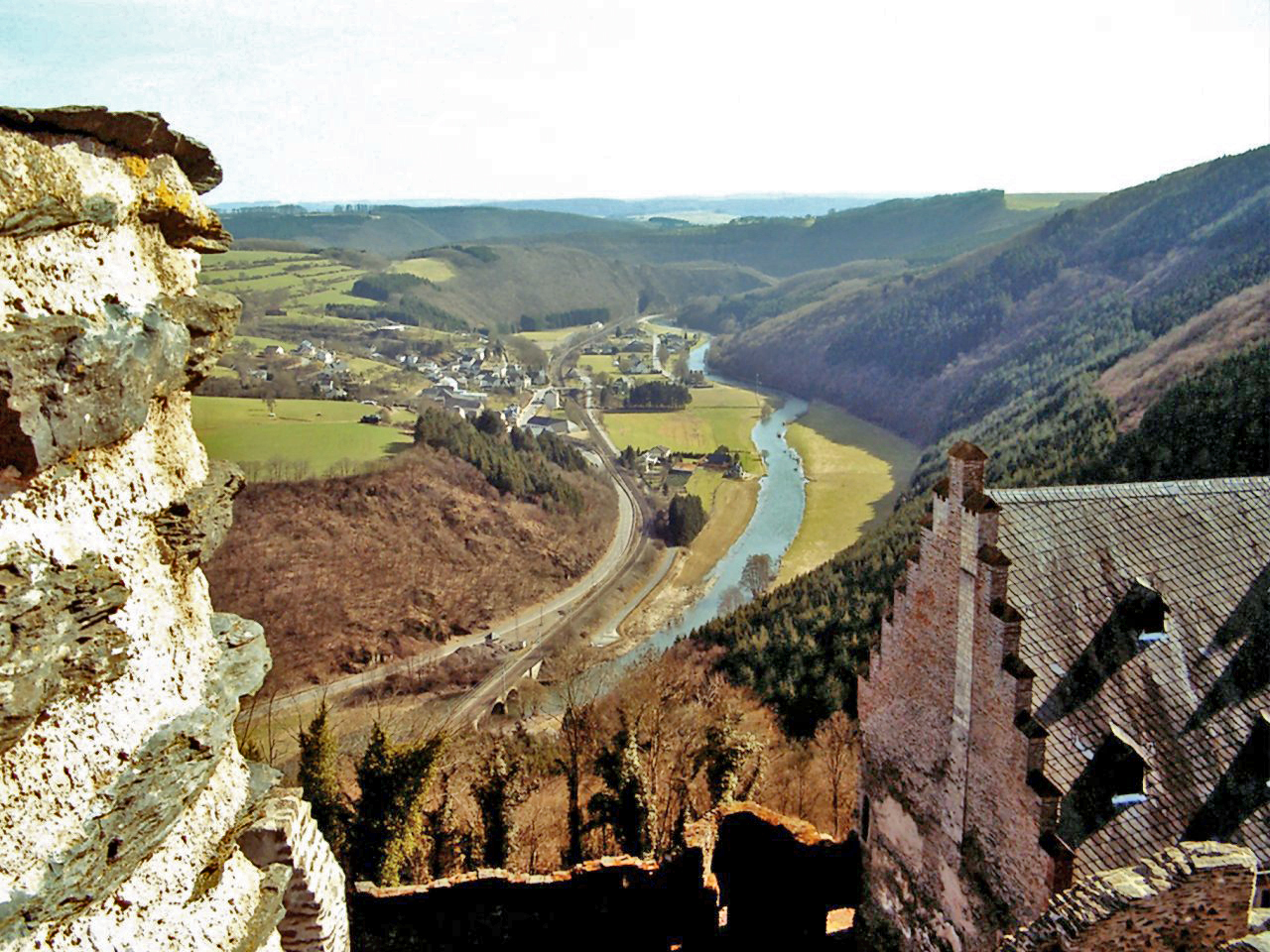
La Sûre longeant le village de Michelau.

### Luxembourg
Après avoir traversé ce lac artificiel par le barrage d'Esch-sur-Sûre, elle arrose ensuite le village d'Esch-sur-Sûre, puis les hameaux de Heischtergronn et Dirbech, avant de se faire gonfler en rive gauche par la Wiltz légèrement en amont de Goebelsmühle. Ici, sa vallée commence à s'élargir et son cours devient plus paisible. Après son passage au moulin de Bourscheid, elle continue son cours vers le sud en direction d'Ettelbruck en dépassant les villages de Michelau et d'Erpeldange-sur-Sûre. En aval d'Erpeldange, elle reçoit en rive droite l'Alzette. Après avoir dépassé Ingeldorf, elle rencontre sur son trajet la ville de Diekirch qu'elle laisse à sa gauche pour continuer vers Gilsdorf, Bettendorf et Moestroff. En aval de Reisdorf, elle a comme affluent l'Our.

### Allemagne
Ici, elle rejoint la frontière germano-luxembourgeoise qu'elle ne quittera plus jusqu'à son confluent avec la Moselle à Wasserbillig, à une altitude de 132 mètres. Sur sa course frontalière, elle aura encore rencontré la ville abbatiale d'Echternach, reçu en rive gauche la Prüm à hauteur du village de Minden et perdu de sa force en fournissant son énergie à une petite usine hydroélectrique à hauteur de Rosport.
Une grande partie de la vallée peut être parcourue en suivant des sentiers pédestres balisés.

## Galerie

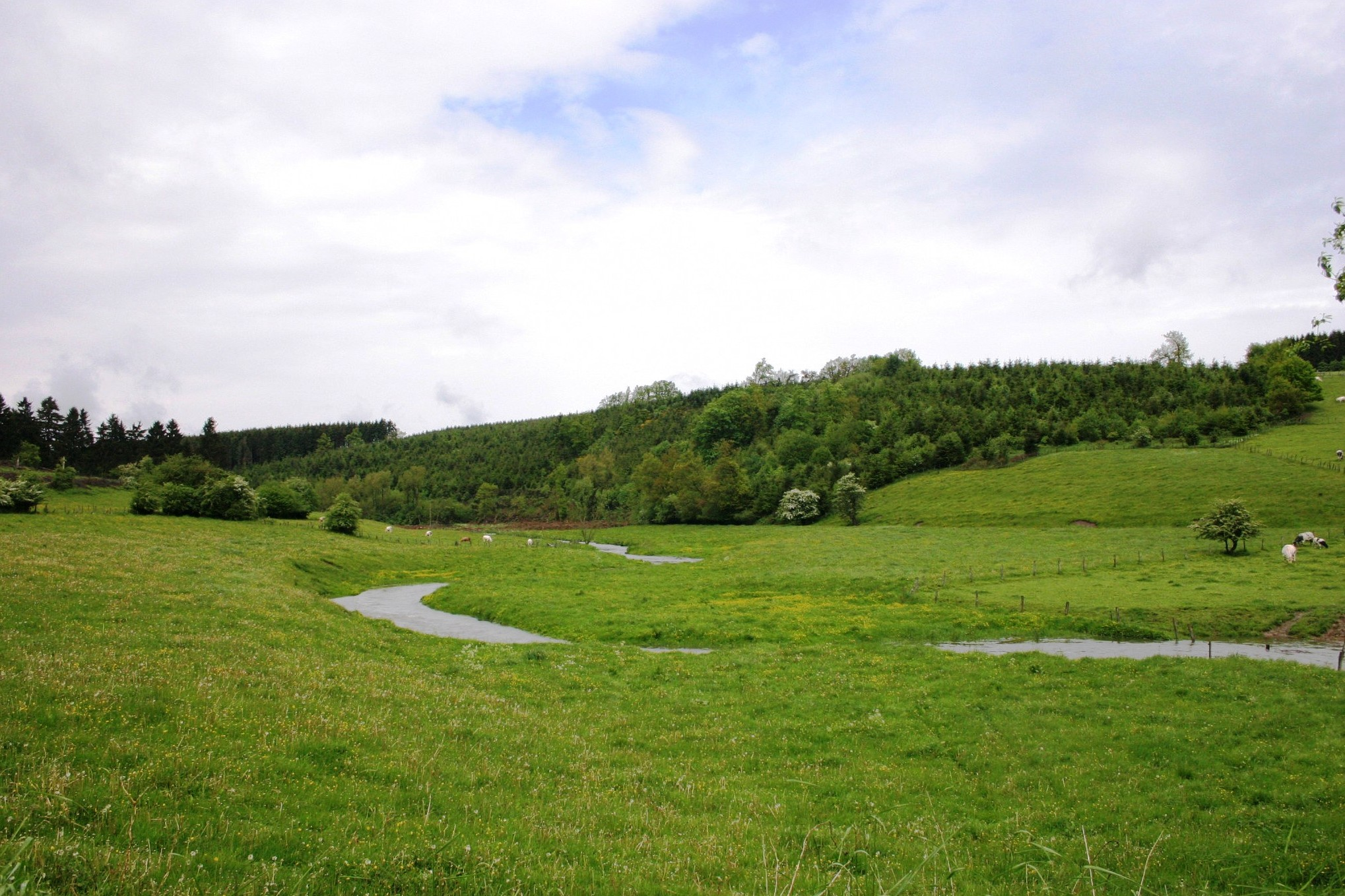
La Haute-Sûre à Winville.
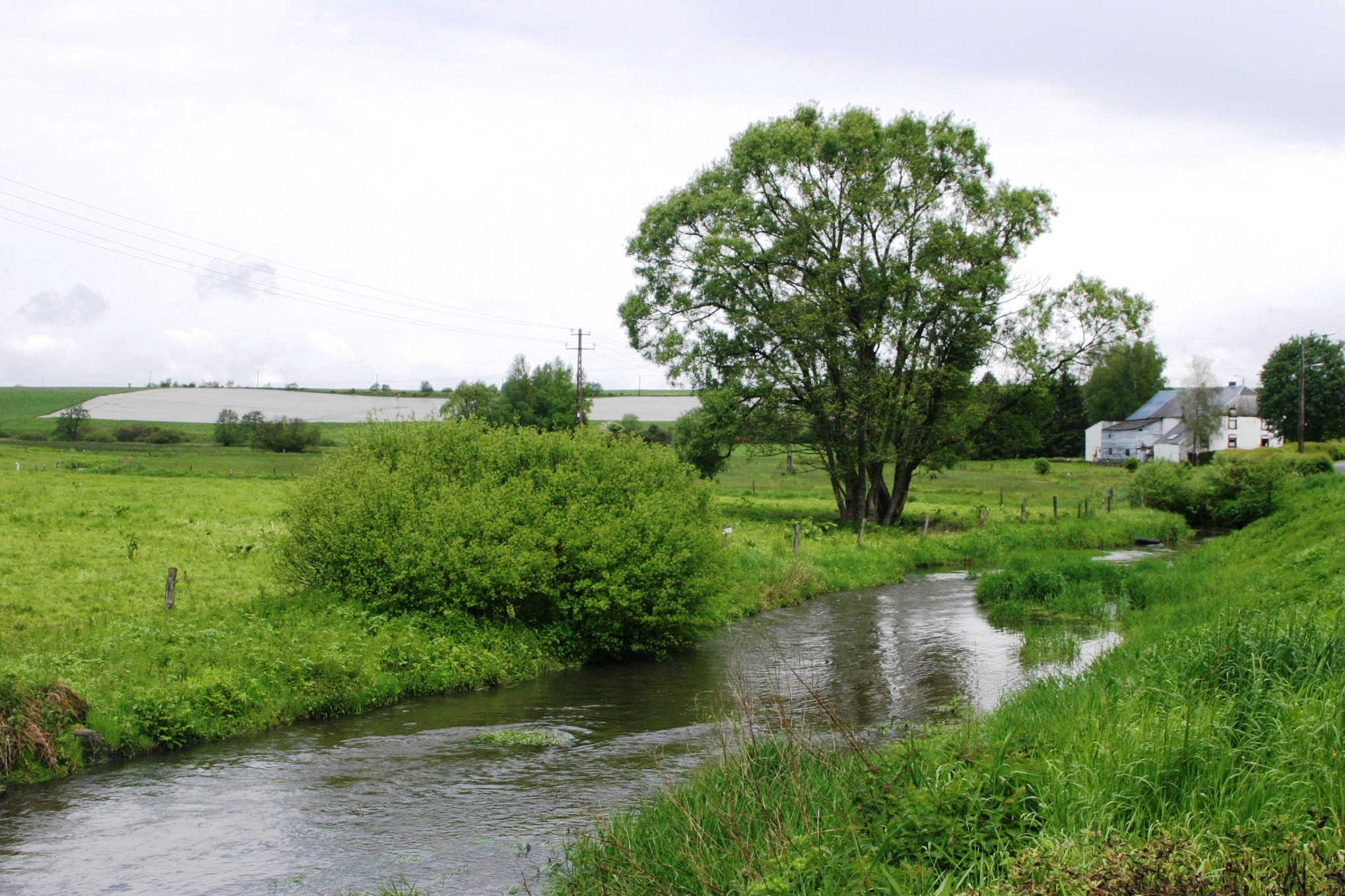
La Haute-Sûre à Sûre.
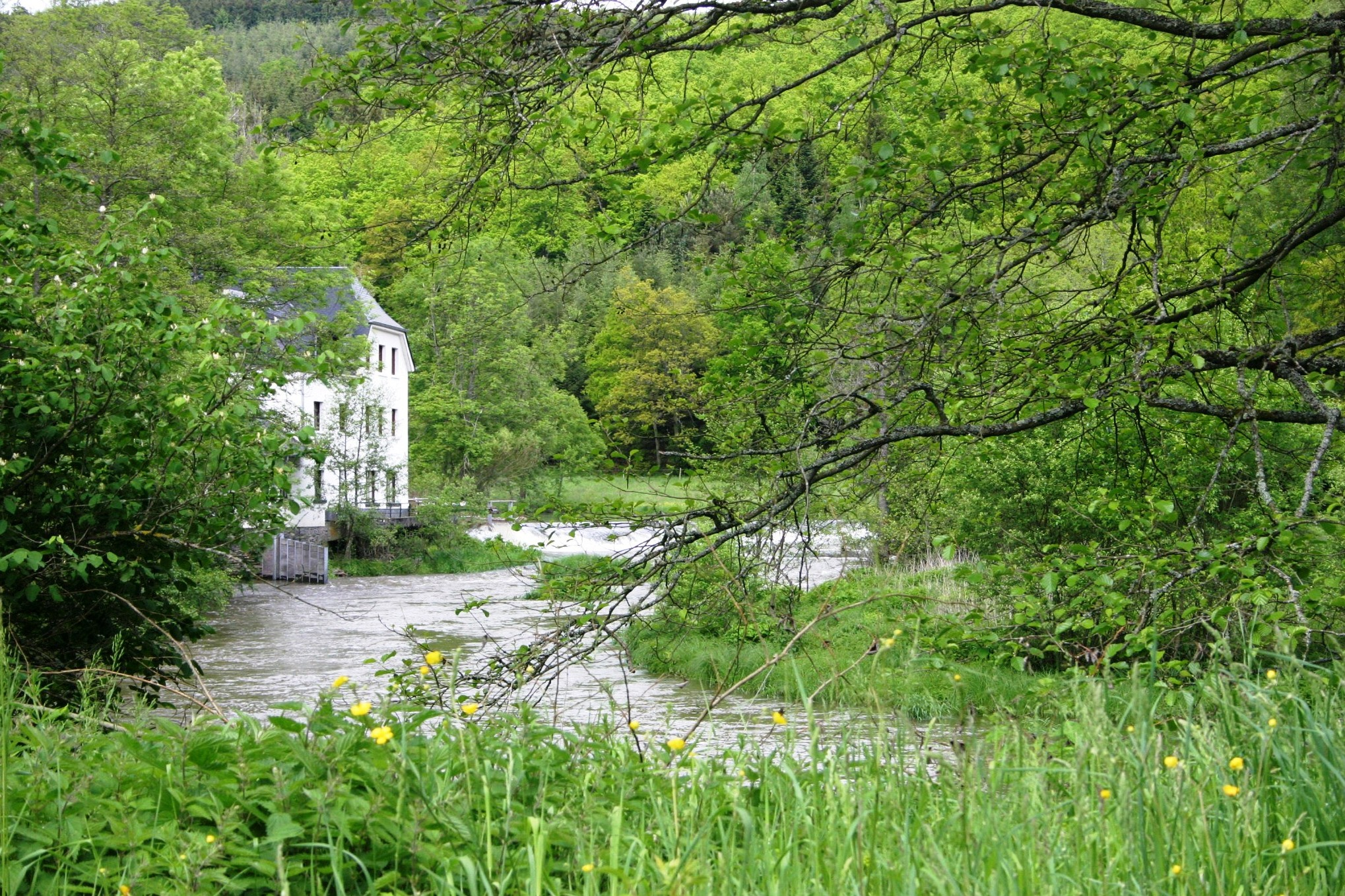
La Haute-Sûre au moulin de Bigonville.
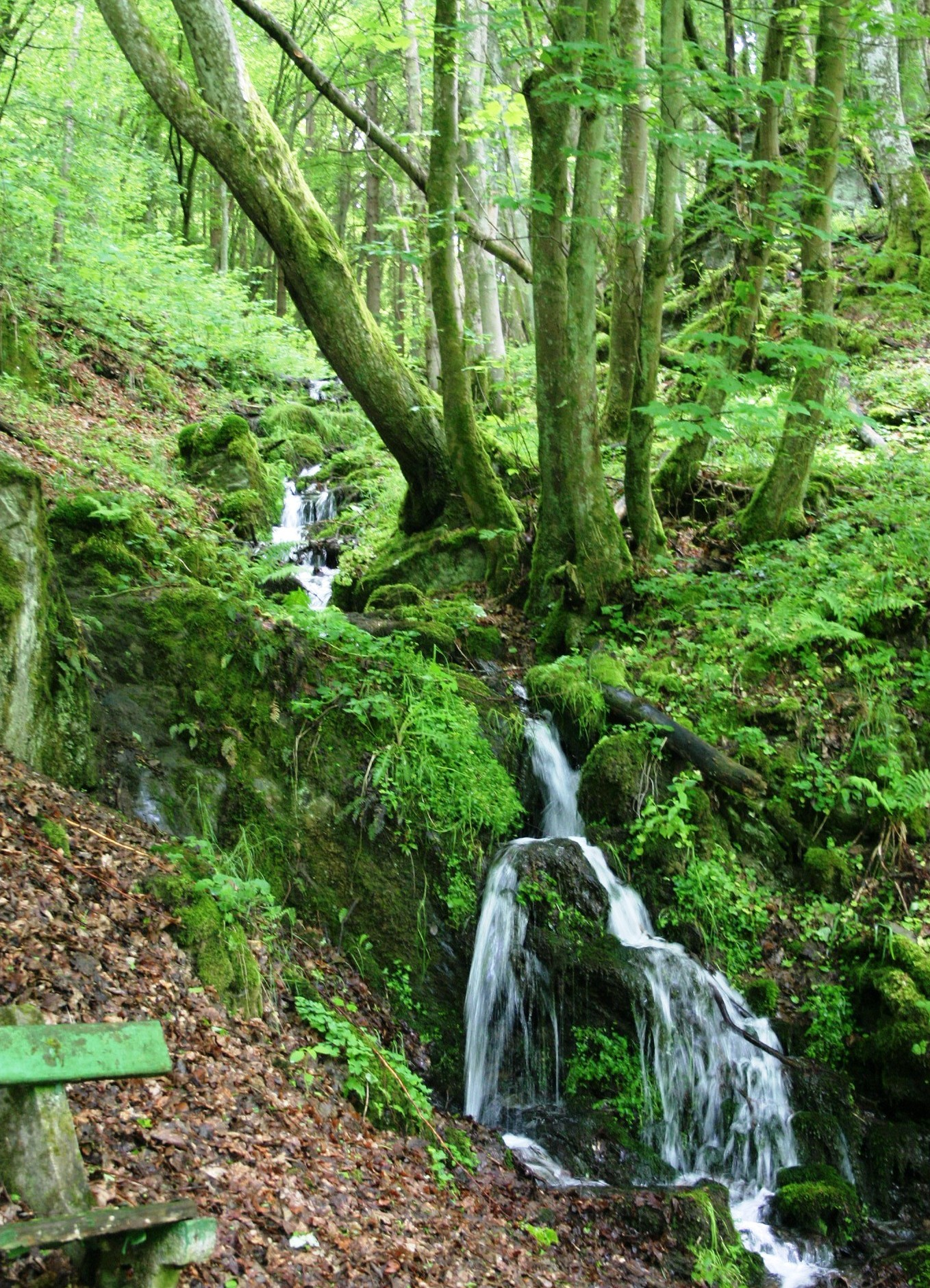
Un affluent de la Sûre à Neimillen (Bilsdorf).
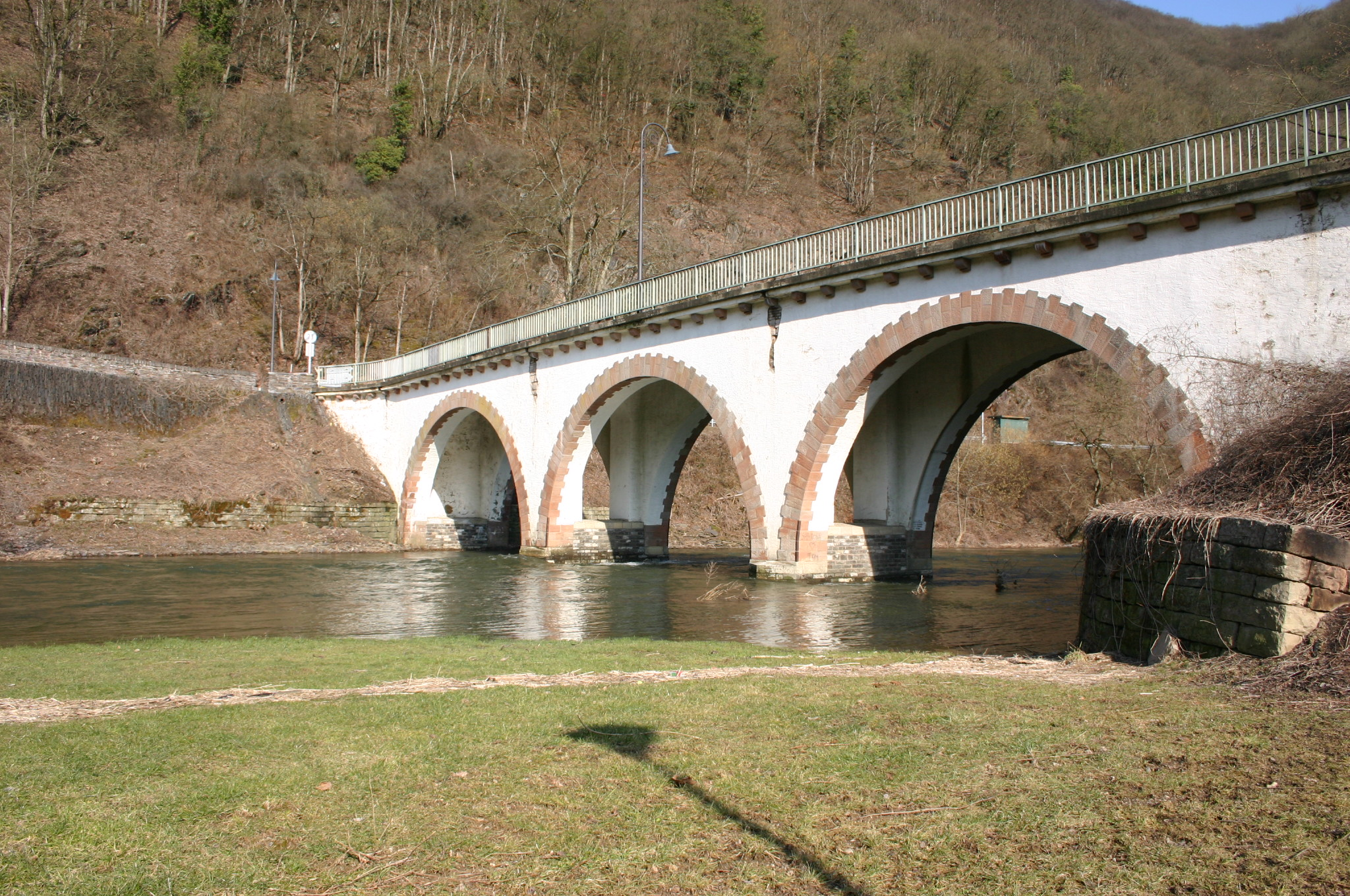
La Sûre sous le pont de Bourscheid.
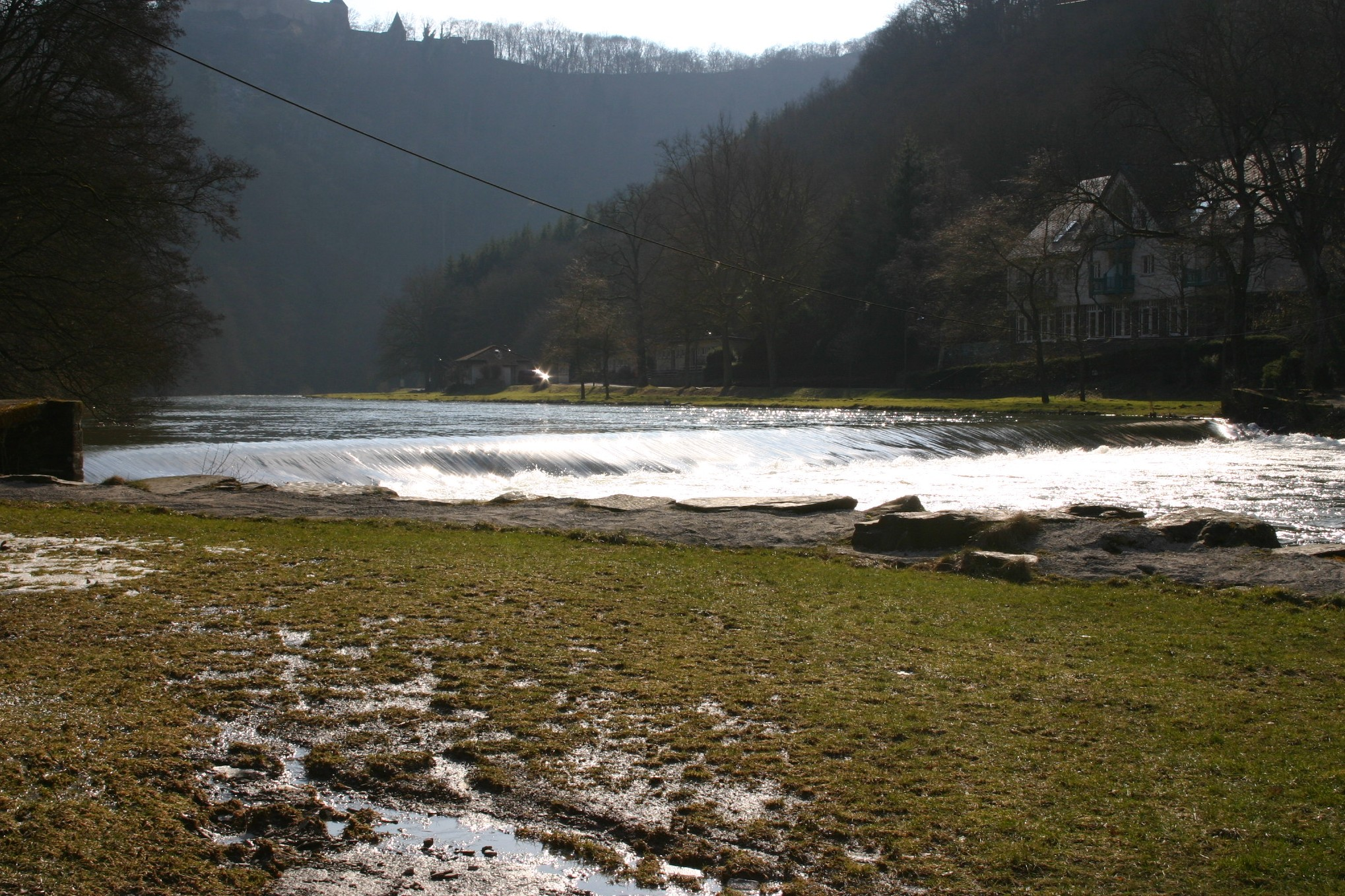
La Sûre en amont du moulin de Bourscheid.
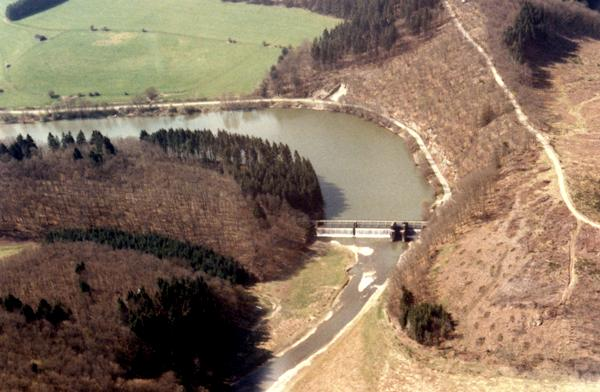
Le prébarrage à Pont Misère en avril 1991 lors de la vidange du lac.
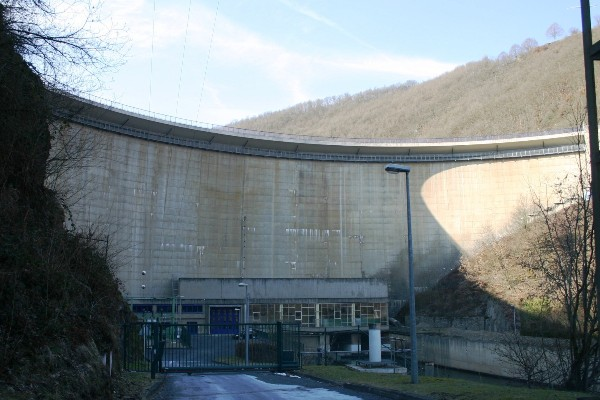
Le barrage d'Esch-sur-Sûre.